# محوطه کاسه کران ۵
محوطه کاسه کران ۵ مربوط به دوره اشکانیان است و در شهرستان گیلانغرب، بخش مرکزی، دهستان چله، شمال غربی روستای کاسه کران واقع شده و این اثر در تاریخ ۲۶ اسفند ۱۳۸۷ با شمارهٔ ثبت ۲۵۶۲۶ به‌عنوان یکی از آثار ملی ایران به ثبت رسیده است.